# Zdzisław Niedziela (slawista)
Zdzisław Niedziela (ur. 14 listopada 1931 w Prozorokach, zm. 15 listopada 1996) – polski filolog, slawista, słowacysta i bohemista, kierownik Katedry Filologii Słowackiej Instytutu Filologii Słowiańskiej Uniwersytetu Jagiellońskiego.

## Życiorys
W 1940 został wraz z matką i siostrą wysiedlony do Kazachstanu. Jego ojciec był więziony w Kozielsku, następnie wstąpił do Armii Andersa. Po powrocie w 1946, osiedlili się w Kożuchowie. Tam ukończył szkołę podstawową, potem liceum w Strzyżowie. W 1951 rozpoczął studia filologiczne na Uniwersytecie Jagiellońskim, jednak po roku został zmuszony do ich przerwania, z uwagi na przeszłość ojca. Podjął studia w 1956, dyplom magistra uzyskał cztery lata później na podstawie pracy Karel Hlavaczek – poeta impresjonista. W latach 1960–1962 był asystentem-wolontariuszem w Katedrze Filologii Słowiańskiej, później uzyskał etat asystenta. Doktorat uzyskał w 1966 na podstawie pracy Słowiańskie zainteresowania pisarzy lwowskich w latach 1830–1848, habilitację w 1975 na podstawie rozprawy Kierunki rozwojowe czeskiej poezji modernistycznej schyłku XIX wieku.
W 1988 otrzymał tytuł profesora nadzwyczajnego w Instytucie Filologii Słowiańskiej, którego dyrektorem był w latach 1991–1993. W latach 1987–1990 był prodziekanem Wydziału Filologicznego. W 1994 objął kierownictwo Katedry Filologii Słowackiej. Był członkiem Rady Naukowej Komitetu Słowianoznawstwa Polskiej Akademii Nauk, Komisji Słowianoznawstwa i Komisji Historycznoliterackiej oddziału PAN w Krakowie, Komisji Środkowoeuropejskiej Polskiej Akademii Umiejętności, członkiem redakcji rocznika „Pamiętnik Słowiański”, redaktorem serii historycznoliterackiej „Zeszytów Naukowych Uniwersytetu Jagiellońskiego”. W 1996 został profesorem zwyczajnym. W tym samym roku brał udział w sympozjum slawistycznym w Castel Gandolfo.
Jego dorobek naukowy obejmuje około 200 pozycji.
Był odznaczony między innymi Krzyżem Kawalerskim Orderu Odrodzenia Polski, Złotym Krzyżem Zasługi, Medalem 1300-lecia Państwa Bułgarskiego, słowackim Medalem im. Szafarika. Zmarł nagle 15 listopada 1996 roku. Pochowany został na cmentarzu w Dobrzechowie.